# Nagły przypadek: mężczyzna i kobieta
Nagły przypadek: mężczyzna i kobieta (Hangul: 응급남녀, Eung-geumnamnyeo) także jako Emergency Couple – 21-odcinkowy serial koreański nadawany przez południowokoreańską stację tvN w piątki i soboty od 24 stycznia 2014 do 5 kwietnia 2014 roku. Główne role odgrywają w nim Song Ji-hyo, Choi Jin-hyuk, Lee Pil-mo, Choi Yeo-jin oraz Clara Lee.
Z powodu wysokiej oglądalności serialu, jego fabuła została wydłużona o jeden odcinek. Prawa do emisji serialu zakupiło dziewięć krajów.
Ponadto 19 kwietnia 2014 roku, w formie podziękowania dla widzów, wyemitowano specjalny muzyczny talk-show zatytułowany Reply with Music - Emergency Couple.
Serial był dostępny z napisami w języku polskim za pośrednictwem platformy Viki, pod tytułem Nagły przypadek: mężczyzna i kobieta.

## Fabuła
Mając po dwadzieścia-parę lat, student medycyny Oh Chang-min oraz dietetyczka Oh Jin-hee, zakochują się w sobie i pobierają się pomimo silnego sprzeciwu swoich rodzin. Chang-min pochodzi z bogatej rodziny lekarskiej, która wierzy, że Jin-hee nie jest właściwą żoną dla ich syna. Dlatego też po ich ślubie odcinają go od wsparcia finansowego. Ponieważ nie ma pieniędzy by skończyć studia, rezygnuje z nich na rzecz pracy jako sprzedawca leków; nie potrafi się jednak w takiej pracy odnaleźć. W tym czasie kompleks niższości Jin-hee pogłębia się. Ich małżeństwo przechodzi kryzys, a po ciągłych kłótniach, para w końcu się rozwodzi. Sześć lat po rozstaniu Chang-min kończy w końcu studia; Jin-hee również kończy studia lekarskie. Przypadkowo oboje zaczynają staż na SORze, gdzie muszą współpracować ze sobą przez kolejne trzy miesiące. 

## Obsada

### Główne postaci
- Song Ji-hyo[9][10][11] jako Oh Jin-hee, stażystka
- Choi Jin-hyuk[12][13][14] jako Oh Chang-min, stażysta
- Lee Pil-mo[15] jako Gook Cheon-soo, lekarz nadzorujący pracę na SORze
- Choi Yeo-jin jako Shim Ji-hye
- Clara Lee[16] jako Han Ah-reum, stażystka

### Drugioplanowa
- Yoon Jong-hoon jako Im Yong-gyu, stażysta
- Im Hyun-sung jako Park Sang-hyuk, stażysta, mąż Young-ae
- Chun Min-hee jako Lee Young-ae, stażystka, żona Sang-hyuka
- Choi Beom-ho jako Go Joong-hoon, ordynator SOR
- Park Sung-geun jako Ahn Young-pil, chirurg
- Heo Jae-ho jako Jang Dae-il, rezydent trzeciego roku
- Kwon Min jako Kim Min-ki, rezydent pierwszego roku
- Kim Hyun-sook jako Choi Mi-jung, przełożona pielęgniarek na SOR
- Lee Sun-ah jako Heo Young-ji, pielęgniarka na SOR
- Choi Yu-ra jako Son Ye-seul, pielęgniarka na SOR
- Lee Mi-young jako Jo Yang-ja, matka Jin-hee
- Jeon Soo-jin jako Oh Jin-ae, młodsza siostra Jin-hee
- Park Doo-sik jako Kim Kwang-soo, mąż Jin-ae
- Park Joon-geum jako Yoon Sung-sook, matka Chang-mina
- Kang Shin-il as Oh Tae-seok, ojciec Chang-mina
- Park Ji-il - as Yoon Sung-gil, wuj Chang-mina

### Cameo
- Yoon Joo-sang jako ksiądz (odcinek 1 i 14)
- Lee Han-wi jako dr Jeon Hyung-seok (odcinek 1)
- Jeon Soo-kyung jako dyrektor szpitala (odcinek 1)
- Yoon Bong-gil jako pijany pacjent z bronią (odcinek 2)
- Jung Joo-ri[17] jako randka w ciemno Chang-mina (odcinek 3)
- Gary[18][19] jako kierowca (odcinek 6)
- DickPunks jako zespół wykonujący muzykę indie (odcinek 6)
- Nam Jung-hee jako pacjentka (odcinek 18-19)
- Narsha jako pacjentka (odcinek 19)
- Kim Kang-hyun jako pacjent (odcinek 19)

## Produkcja
Pierwsze czytanie scenariusza odbyło się w CJ E&M Center w Seulu w trzecim tygodniu grudnia 2013 roku.

## Ścieżka dźwiękowa
Single
| 2014                                           | „Love Again” (3rd Coast)                              | –  |                 | Part 1 |
| 2014                                           | „The Scent of Flower (꽃향기)” (Im Jung-hee)          | 24 | - KOR: 150 175+ | Part 2 |
| 2014                                           | „The Way We Loved (그때 우리 사랑은)” (Park Shi-hwan) | 25 | - KOR: 73 875+  | Part 3 |
| 2014                                           | „I Am” (Joo Ah)                                       | 87 | - KOR: 17 454+  | Part 4 |
| 2014                                           | „The Scent of Flower (꽃향기)” (Choi Jin-hyuk)        | 67 | - KOR: 45 375+  | Part 5 |
| "—" oznacza, że wydawnictwo nie było notowane. |                                                       |    |                 |        |

Album
| Emergency Couple: Original Soundtrack | Emergency Couple: Original Soundtrack                        | Emergency Couple: Original Soundtrack | Emergency Couple: Original Soundtrack |
| Nr                                    | Tytuł utworu                                                 | Muzyka                                | Długość                               |
| ------------------------------------- | ------------------------------------------------------------ | ------------------------------------- | ------------------------------------- |
| 1.                                    | „응급남녀” (Emergency Couple)                                | różni artyści                         | 1:14                                  |
| 2.                                    | „설렘” (Romance)                                             | różni artyści                         | 2:23                                  |
| 3.                                    | „Love Again”                                                 | 3rd Coast (써드코스트)                | 2:36                                  |
| 4.                                    | „모두 다 이별을 경험한다” (Everyone Experiences The Breakup) | różni artyści                         | 2:01                                  |
| 5.                                    | „꽃향기” (Scent of a Flower)                                 | Lim Jeong-hee                         | 4:46                                  |
| 6.                                    | „병원 인턴 백서” (Hospital Internship Paper)                 | różni artyści                         | 2:33                                  |
| 7.                                    | „진희 비트” (Jin Hee Beat)                                   | różni artyści                         | 3:32                                  |
| 8.                                    | „그때 우리 사랑은” (The Way We Loved)                        | Park Shi Hwan                         | 3:39                                  |
| 9.                                    | „어루만지다” (Pacify)                                        | różni artyści                         | 2:41                                  |
| 10.                                   | „I Am”                                                       | Joo Ah                                | 4:46                                  |
| 11.                                   | „꽃향기” (Scent of a Flower)                                 | Choi Jin-hyuk                         | 3:43                                  |
| 12.                                   | „우리가 우리였을 때” (When We Were)                          | różni artyści                         | 3:29                                  |
| 13.                                   | „Love Again (Inst.)”                                         | różni artyści                         | 2:36                                  |
| 14.                                   | „꽃향기 (inst.)” (Scent of a Flower (Inst.))                 | Lim Jeong-hee                         | 4:46                                  |
| 15.                                   | „그때 우리 사랑은 (Inst.)” (The Way We Loved (Inst.))        | Park Shi Hwan                         | 3:39                                  |
| 16.                                   | „꽃향기 (inst.)” (Scent of a Flower (Inst.))                 | Choi Jin-hyuk                         | 3:43                                  |
| 17.                                   | „I Am (Inst.)”                                               | Joo Ah                                | 4:46                                  |
|                                       |                                                              |                                       | 56:53                                 |

## Emisja na świecie
W Tajlandii serial emitowany był na kanale PPTV HD od 29 października 2014 do 12 czerwca 2015 roku. 
Serial był także dostępny za pośrednictwem serwisu internetowego Iflix na terenie Tajlandii, Malezji, Filipin, Indonezji i Sri Lanki.
Serial został także wyemitowany na Mnet America w 2014 roku.